# 週末 (電影)
《週末》是法國導演尚盧·高達於1967年執導的黑色幽默電影，本片獲選為第18屆柏林影展正式競賽片。
本片對西歐資產階級與美式資本主義作出強烈嘲諷，並充斥超現實影像風格，其中塞車片段採用長達數分鐘的長鏡頭最為著名。

## 外部連結
- 互联网电影数据库（IMDb）上《週末》的资料（英文）
- 爛番茄上《週末》的資料（英文）